# Frank Ettrich
Frank Ettrich (* 23. Mai 1958 in Königstein/Sächsische Schweiz) ist ein deutscher Soziologe, Lehrstuhlinhaber an der Staatswissenschaftlichen Fakultät der Universität Erfurt sowie ehemaliger stellvertretender Direktor der Willy Brandt School of Public Policy in Erfurt.

## Leben
Nach einem Diplomstudium der Soziologie und Philosophie an der Humboldt-Universität zu Berlin und der Lomonossow-Universität in Moskau, war er bis 1993 Wissenschaftlicher Assistent am Institut für Soziologie der Humboldt-Universität. Dort wurde er 1989 promoviert und 1991 habilitiert. Schon 1990 bis 1994 nahm Ettrich eine Lehrstuhlvertretung in Soziologie an der Pädagogischen Hochschule Erfurt an. Im selben Zeitraum war Ettrich auch Chefredakteur der neugegründeten Zeitschrift Berliner Journal für Soziologie, zu deren Mitherausgeber er 1995 wurde. 1993 lehrte Ettrich im Rahmen einer DAAD-Dozentur am Department of Sociology der University of Toronto. 1994 folgte die Berufung auf die Professur Strukturanalyse moderner Gesellschaften an der Pädagogischen Hochschule Erfurt, die 2001 in die neue Universität Erfurt eingegliedert wurde.  Von 2003 bis 2005 folgte abermals eine DAAD-Dozentur an der Staatlichen Universität Sankt Petersburg. 2007 bekleidete Ettrich das Amt des Vizepräsidenten der Universität Erfurt mit den Schwerpunkten Forschung, wissenschaftlicher Nachwuchs und internationale Angelegenheiten, bevor er 2008 zunächst zum stellvertretenden und ab 2009 zum Direktor der Willy Brandt School of Public Policy in Erfurt wurde. 2012 wechselte er in das Amt des Vizedirektors für Forschung, welches er bis 2018 innehatte.
Ettrich wurde 2024 in den Ruhestand versetzt.

## Schriften (Auswahl)
- als Herausgeber mit Dietmar Herz (Hrsg.): Peter Glotz - Fechtmeister und Sänger: die Rolle von politischen Intellektuellen im Zeitalter der Postdemokratie. Budrich UniPress Ltd, Berlin 2018, ISBN 978-3-86388-740-7.
- als Herausgeber mit Dietmar Herz (Hrsg.): Willy Brandt: Politisches Handeln und Demokratisierung. Budrich UniPress, Opladen u. a. 2015, ISBN 978-3-86388-076-7.
- Die andere Moderne. Soziologische Nachrufe auf den Staatssozialismus. Berliner Debatte, Berlin 2005, ISBN 3-931703-85-1.
- mit Ralf-Elmar Lungwitz: „Total quality management“. Eine Untersuchung in Thüringer Betrieben (= Erfurter Beiträge zur Soziologie. Bd. 4). Pädagogische Hochschule Erfurt, Erfurt 1999, ISBN 3-933946-04-2.
- Theoriegeschichtliche Grundlagen des soziologischen Funktionalismus. Ein Beitrag zur Geschichtsschreibung der bürgerlichen Soziologie. 2 Bände. Berlin 1989, (Berlin, Humboldt-Universität, Dissertation, 1989).